# Sede titolare di Forconio
Forconio (in latino: Forconiensis) è una sede vescovile titolare della Chiesa cattolica.

## Storia
Forcona o Forconio, corrispondente a Bagno, oggi frazione del comune dell'Aquila, fu sede di una diocesi attestata dal VII secolo fino al 1257, quando la sede vescovile fu traslata nella città aquilana.
Dal 1966 Forconio è annoverata tra le sedi vescovili titolari della Chiesa cattolica; dall'11 novembre 2020 il vescovo titolare è Robert Józef Chrząszcz, vescovo ausiliare di Cracovia.

## Cronotassi dei vescovi titolari
- Francesco Amadio † (11 aprile 1967 - 29 gennaio 1972 succeduto vescovo di Valva e Sulmona)
- Paul Ri Moun-hi † (19 settembre 1972 - 5 gennaio 1985 nominato arcivescovo coadiutore di Daegu)
- Alejandro Figueroa Medina † (12 marzo 1986 - 21 febbraio 1995 nominato vescovo di Guanare)
- Óscar Urbina Ortega (8 marzo 1996 - 9 novembre 1999 nominato vescovo di Cúcuta)
- Jonas Kauneckas (13 maggio 2000 - 5 gennaio 2002 nominato vescovo di Panevėžys)
- Alain Harel (31 ottobre 2002 - 10 settembre 2020 nominato vescovo di Port Victoria)
- Robert Józef Chrząszcz, dall'11 novembre 2020